# Escolas Públicas de Boston
Escolas Públicas de Boston (Boston Public Schools, BPS) é um distrito escolar que serve a cidade de Boston no estado de Massachusetts , EUA.

## Liderança

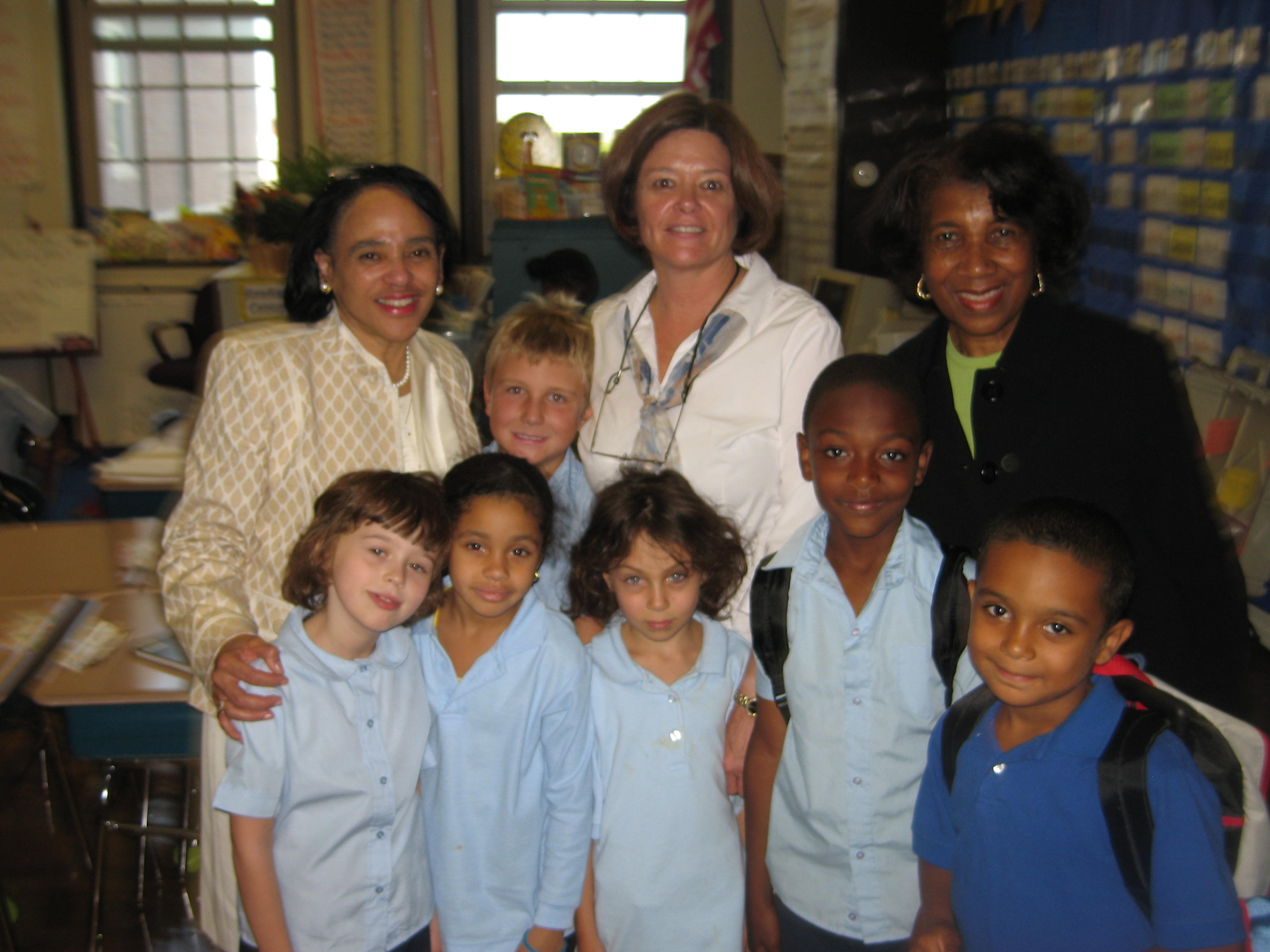
Dr. Carol R. Johnson (fila detrás, extremo esquerdo), superintendente das Escolas Públicas de Boston, junto de estudantes e professores e director da Escola Básica de Roslindale.

O Distrito é liderado por um superintendente da Educação, contratado pelo Comité Escolar de Boston, uma Assembleia de 7 membros eleito pelo Presidente da Câmara, depois de uma aprovação de interesses específicos.  O Comité Escolar determina as normas para o distrito e aprova o orçamento anual para o seu funcionamento. Esta Assembleia substitui outra de 13 membros eleitos depois de um referendo público em 1991.  O superintendente serve como membro do gabinete do Presidente da Câmara.  O Dr. Thomas W. Payzant serviu como superintendente de Outubro 1995 até Junho 2006.  No seu anterior posto de sub-secretário do Departamento de Educação dos EUA Departamento de Educação dos Estados Unidos, foi o primeiro superintendente escolhido pelo novo Comité seleccionado. Depois da reforma do Dr. Payzant, tornou-se superintendente Interino sendo conduzido ao cargo em Outubro 2006.  O Dr. Manuel J. Rivera, superintendente do distrito de Escolas de Rochester tinha concordado em ser o próximo superintendente de BPS mas trocou pelo lugar de ajudante secretário para a Educação Pública para o Governador de Nova York Eliot Spitzer. Em Junho de 2007 o Dr. Carol R. Johnson foi conduzido unânime para novo superintendente começando em Agosto 2007. O Dr. Johnson tinha servido como superintendente nas Escolas Públicas de Memphis desde 2003.
O Presidente e Conselheiros da Cidade de Boston têm controle sobre o valor global apropriado para as Escolas Públicas de Boston, mas o Comité tem controle interno do seu funcionamento, e controle sobre administração .

## História

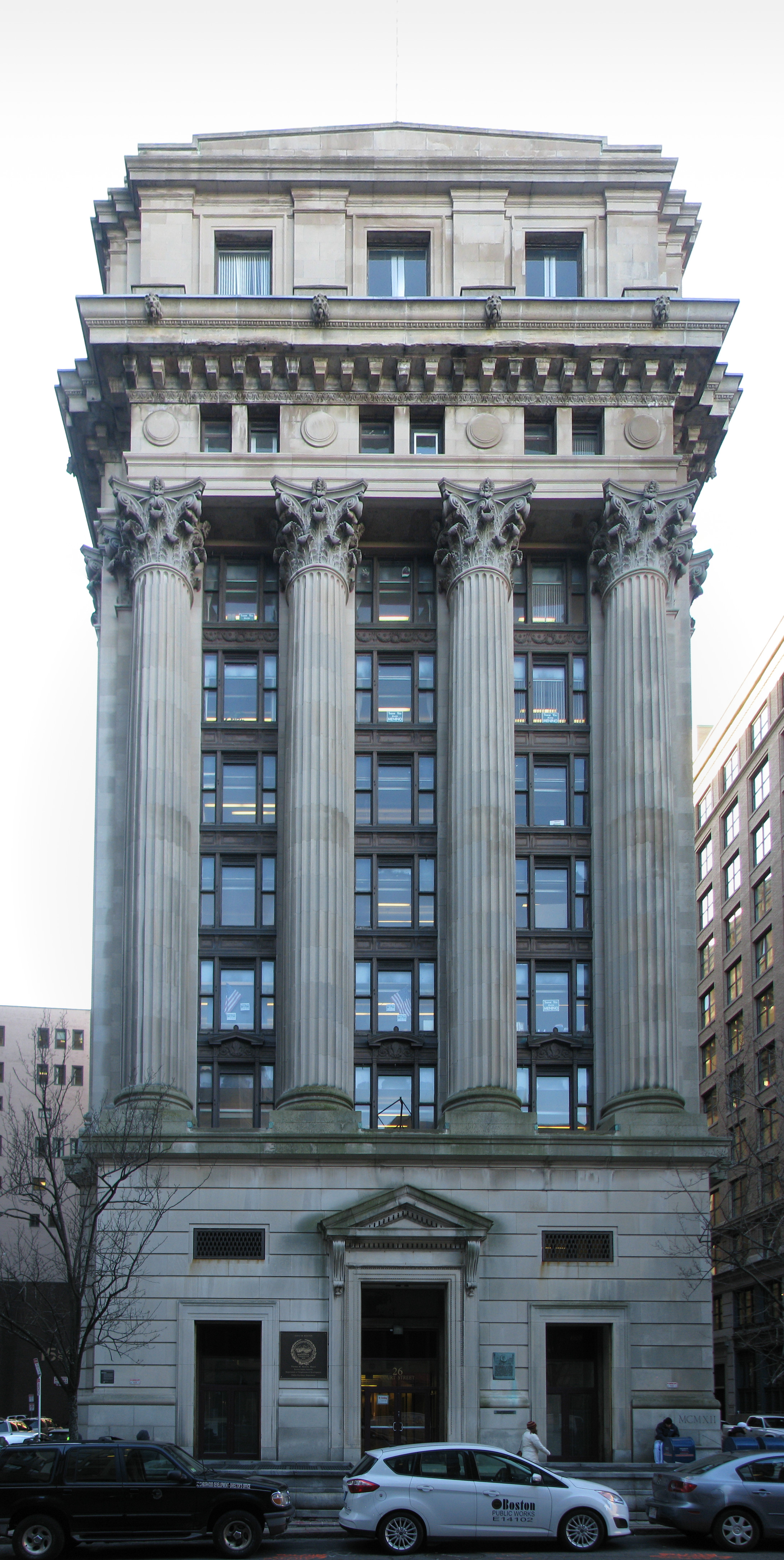
A sede da BPS

BPS é o sistema público de escolas mais antigo da América, fundado em 1647.  Também e o local onde se situa a primeira escola pública Americana, a en:Boston Latin School, fundada em 1635.  A escola en:The Mather School abriu em 1639 como a primeira escola básica do sistema público americano, e a escola English High School, a segunda escola pública do pais abriu em  1821.  Em meados da década de 1970 teve inicio conflitos por causa da desagregação de estudantes brancos nos ónibus forced busing.  Em 1965 o Estado passou a lei de mistura racial "Racial Imbalance Law" ficando os distritos escolares incumbidos de desenvolverem e implementarem planos para a mistura racial onde houve mais de 50% "não-brancos".  Depois de anos de não conseguir aplicar a lei o Comité da Escolas de Boston, foi declarada em inconstitucional segregada, e implementou uma alternativa o transporte de muitos estudantes por ónibus pelas várias escolas espalhadas pela cidade.  A quantidade de ónibuses e viagens aborreceram muitos residentes e a partir de 1974 houve protestos em muitas escolas, até com episódios de violência, até que em 1975 a policia de Boston Polícia de Boston iniciou a presença de polícias nos Liceus de South Boston High School, Charlestown High e outras escolas. O resultado foi um êxodo da cidade de residentes brancos da classe média e trabalhadora, que coincidia com o declínio da qualidade da educação geral. Em Setembro de 2006 o distrito foi votado o melhor sistema público escolar da nação, ganhando o prémio en:Broad Prize for Urban Education. O prémio patrocinado pelo filantropo en:Eli Broad, incluí $500.000 em bolsas escolares, e desde 2002 quando iniciou o programa Boston tem sido um dos cinco finalistas, ganhando todos os anos mais $125,000 em bolsas escolares.

## Administração e colocação de alunos
A organização das Escolas Públicas da cidade de Boston, BPS operam todas as escolas públicas na grande área da cidade de Boston, o critério utilizado para colocar estudantes é baseado nas próprias preferências dos estudantes e com as prioridades das várias zonas.  Desde 1989 a cidade dividiu a sua zona de distrito em três zonas de escolas básicas e secundárias. Os estudantes das secundárias podem escolher qualquer liceu da cidade com lugares garantidos, e utilizarem os transportes públicos para a frequentarem. Por causa da geografia da zona Leste de Boston East Boston, existe a possibilidade para todos alunos dessa zona poderem atender uma escola dos bairros da zona leste de Boston.  Existe educação especial para as familias  nomeadamente o teste MCAS (Sistema de Avaliação Compreensiva de Massachusetts). Os resultados do MCAS ajudam a medir quanto a criança aprendeu e identificar áreas onde ajuda extra é necessária. As competências dos estudantes são avaliadas em temas acadêmicos e desenrolam um grande incentivo para o sistema educacional e cumprimento dos padrões Municipais de [Escolaridade] de Boston. .